# Vincze Lajos (grafikus)
Vincze Lajos (Nagyberezna, 1914. augusztus 5. – Budapest, 2002. október 25.) magyar festő, grafikus, illusztrátor.

## Élete és munkássága
Középiskolai tanulmányait Nyíregyházán, Kossuth Lajos Gimnáziumban folytatta, ahol 1935-ben érettségizett. A nyíregyházi Benczúr Körben kezdett el képzőművészettel foglalkozni. Mivel 1936-tól hivatásos katonaként teljesített szolgálatot, a Képzőművészeti Főiskolát csak esti tagozaton végezhette el (1946–1949), ahol a mestere Domanovszky Endre volt. 1946–1952 között a Magyar Néphadsereg kulturális intézményének vezetői tisztségét töltötte be, előbb századosi, majd alezredesi rangban. Itt többek között kezdeményezője volt a háborúban súlyosan megsérült Vígszínház a hadsereg támogatásával történő helyreállításának (ez azután 1961-ig a Magyar Néphadsereg Színházaként működött). 1952–1957 között a Néphadsereg Képzőművészeti Stúdióját vezette. A forradalom leverése után az azt elítélő tiszti nyilatkozatot nem írta alá, és leszerelt. 1968-tól egészen 1989-ig a Magyar Hírlap illusztrátoraként tevékenykedett.
1951-ben lett a Művészeti Alap (MAOE) tagja. Aktívan vett részt a budapesti pedagógusok képzőművész stúdiójának és a vörösberényi pedagógus művésztelep munkájában, de a Fészek Művészklub programjainak szervezésében is szerepet vállalt. 1956-ban három hónapot töltött a Honvéd Együttessel Kínában (itt találta az Együttest az októberi forradalom is), de tanulmányúton vett részt Mongóliában, a Szovjetunióban, Olaszországban (1963), Albániában, Lengyelországban (1961, 1962), az NDK-ban (1963), Svédországban és Irakban is. Úti élményeit nemcsak megfesti, megrajzolja, hanem – többnyire feleségével, Udvary Gyöngyvérrel közösen – könyvekben, cikkekben is közreadja. Mintegy félszáz könyvet illusztrált, illetve látott el borítóval. Könyvművészeti tevékenységét többször kitüntették. Idős korában a grafika és festészet mellett faszobrászattal is foglalkozott.

## Díjai, kitüntetései
- Magyar Népköztársasági Érdemérem ezüst fokozata
- Szocialista  Kultúráért-díj
- Pro Urbe-díj
- 56-os Emlékérem

## Egyéni kiállításai
- 1952 • MNH Színháza [Szlovák Györggyel], Budapest
- 1956 • Kínai útirajzok, Kulturális Kapcsolatok Intézete, Budapest
- 1957 • Kínai útirajzok, Móra Ferenc Múzeum Képtára, Szeged • Kínai útirajzok, Déri Múzeum, Debrecen
- 1958 • Kínai művészeti kiállítás, Béri Balogh Ádám Múzeum, Szekszárd
- 1963 • A Sárga-tengertől a Balti-tengerig, Magyar Sajtó Háza, Budapest • Ságvári Endre Művelődési Ház, Szolnok
- 1965 • A lengyel tenger - magyar szemmel, Lengyel Kultúra Háza, Budapest (kat.)
- 1966 • Magyar Kulturális Intézet, Varsó (PL)
- 1967 • Lengyel tájak, Lengyel Kultúra Háza, Budapest • Sárga-tengertől a Balti-tengerig, Tudományos Ismeretterjesztő Társulat Bessenyei György Klubja, Nyíregyháza • Frankel L. Művelődési Ház, Budapest
- 1969 • Sárga-tengertől a Balti-tengerig, Nyíregyháza • Sárga-tengertől a Balti-tengerig, Báthori István Múzeum, Nyírbátor
- 1970 • Gdańsk • Gdynia • Wejherovó (PL)
- 1978 • Iraki tegnapok - iraki holnapok, Dorottya u. Galéria, Budapest • Jósa András Múzeum, Nyíregyháza (kat.) • Modern Múzeum, Bagdad
- 1984 • Lengyelek Magyarországon, Lengyel Tájékoztató és Kulturális Központ, Budapest • Iraki lapok, Művelődési Központ, Érd
- 1985 • Városi Művelődési Központ [L. Deckert-Firlával], Esztergom
- 1987 • Művelődési Központ, Érd
- 1990 • Requiem, Székesfehérvár
- 1994 • Stefánia Galéria, Budapest
- 1996 • Megéltem 1941-1945-öt, Hadtörténeti  Múzeum, Budapest.

## Művei közgyűjteményekben
- Állami Múzeum, Peking
- Hadtörténeti Múzeum, Budapest
- Jósa András Múzeum, Nyíregyháza
- Magyar Nemzeti Galéria, Budapest
- Modern Múzeum, Bagdad
- Nemzeti Múzeum, Tirana
- Nemzeti Múzeum, Varsó
- Ráday Múzeum, Kecskemét
- Sárospataki Modern Képtár, Sárospatak
- Tengerészeti Múzeum, Gdańsk
- UNICEF Gyűjtemény, Washington

## Publikációi
- Napkelte a Jangce partján.  Budapest, 1959.
- Ivan Mestrovic. (Udvardy Gyöngyvérrel közösen)  Budapest, 1975.
- Iraki piramis. (Udvardy Gyöngyvérrel közösen)  Budapest, 1984.
- Emberek a grániton. (Udvardy Gyöngyvérrel közösen)  Budapest, 1991.

## Külső hivatkozások
- Vincze Lajos életrajza a Kieselbach Galéria honlapján
- Matits Ferenc: Vincze Lajos (az artportal.hu-n) Archiválva 2016. március 16-i dátummal a Wayback Machine-ben